# Sargus circumcinctus
Sargus circumcinctus är en tvåvingeart som först beskrevs av James 1941.  Sargus circumcinctus ingår i släktet Sargus och familjen vapenflugor. Inga underarter finns listade i Catalogue of Life.